# إرفينغ أبيلا
إرفينغ أبيلا (2 يوليو 1940 - 3 يوليو 2022)، هو مؤرخ وكاتب كندي، ولد في 2 يوليو 1940 في تورونتو في كندا.